# José María Narváez
José María Narváez (* 1768 in Cádiz, Spanien; † 4. August 1840 in Guadalajara, Mexiko) war ein spanischer Marineoffizier, Entdecker und Navigator, der durch seine Entdeckungen  im Pazifischen Nordwesten des heutigen Kanadas berühmt wurde.
Im Jahr 1791 leitete er als Kommandant des Schoners Santa Saturnina die erste Entdeckungsfahrt zur Straße von Georgia sowie zum heutigen British Columbia (Sunshine Cost) in Kanada. Er betrat als einer der ersten Europäer Burrard Inlet.

## Leben
Narváez wurde 1782 zur königlichen Marineakademie für Midshipmen zugelassen und noch im selben Jahr für den Seekrieg verpflichtet.
1784 wurde er nach Neu-Spanien zu seiner ersten Station Havanna gesandt. Für drei Jahre hielt er sich in den Häfen von Veracruz, New Orleans, Mantanzas und Campeche auf. Im November 1787 wurde er zum segundo piloto befördert und der San Blas neu zugeteilt. Zu der Zeit operierte die spanische Marinebasis an der Westküste von Mexiko, wo er 1788 ankam. Zunächst begleitete er als Lotse der San Carlos deren Kapitän Gonzalo López de Haro.

### 1788 Reise nach Alaska
Als Antwort zur russischen Aktivität in Alaska, begann die spanische Regierung Schiffe zur Erforschung zu senden. Dies war auch dazu gedacht, die Souveränität zu bestätigen. Im März 1788 wurden zwei Schiffe zur Aufklärung gesandt, die Princesa unter der Führung von Esteban José Martínez und die San Carlos von Haro. Narváez segelte an Bord der San Carlos als Lotse. Die Schiffe erreichten den Prince William Sound im Mai. Kurz danach wurden Beweise für russischen Pelzhandel gefunden. Im Juni segelte Haro die San Carlos westlich von Kodiak Island. Die Spanier handelten mit den Einheimischen, die das Schiff auf zwölf Kanus besuchten. Die Einheimischen hatten Zettel mit russischer Schrift, anscheinend Zahlungsbelege, die Haro durch den Handel erwarb, denn er wollte einen unbestreitbaren Beweis für russische Geschäftstätigkeiten in der Region.
Am 30. Juni 1788 sandte Haro Narváez auf einem Beiboot zur Erkundung einer russischen Ansiedlung auf die Three Saints Bay aus. Narváez fand die Ansiedlung und wurde der erste Spanier der Kontakt mit einem großen Kontingent an Russen in Alaska aufnahm. Der russische Kommandeur Evstrat Delarov begleitete Narváez zur San Carlos. Die Spanier gaben Delarov ein Fass Wein und andere Geschenke. Nach der Rückkehr Delarovs zu seinem Außenposten, wurde Narvaez eine russische Karte der Küste Alaskas übergeben, in der die Positionen von sieben russischen Ansiedlungen mit fast 500 Mann eingezeichnet war. Delarov berichtete Narváez, dass die Russen beabsichtigten, den Hafen von Nootka Sound zu besetzen. Nach der Rückkehr von Narváez auf die San Carlos, segelten Haro und die Crew nach Osten, um sich Martínez auf Sitkinak Island wieder anzuschließen.
Gelenkt durch die Informationen die Narváez erworben hatte, ging die Expedition nach Südwesten, um  Unalaska Island zu erkunden. Dort befand sich eine große russische Siedlung unter der Führung von Potap Kuzmich Zaikov. Martínez kam am 29. Juli und Haro am 4. August an. Martínez ging an Land und blieb am Stützpunkt. Er bot den Russen die Versorgung mit Nahrung und Wein an. Zaikov gab Martínez drei Karten, die die Aleuten abdeckten und bestätigte die Planung der Russen, nächstes Jahr Nootka Sound einzunehmen.
Martínez hatte ob seiner Aggressionen Probleme mit Offizieren und der Mannschaft, einschließlich Haro and Narváez. Während des Aufenthalts auf Unalaska verhaftete Martínez vorübergehend Haro. In dieser Zeit war Narváez Kommandant der San Carlos. Haro wurde von seinem Kommando entbunden, bevor die Expedition am 18. August 1788 vorbei war.

### 1789 Expedition zum Nootka Sound
Trotz des ungeklärten Verhältnisses zwischen Martínez und Haro wurden beide beauftragt, 1789 zusammen zu segeln und Besitz von Nootka Sound zu ergreifen. Narváez diente wieder als Haros erster Lotse und führte das Kommando der San Carlos. Die zwei Schiffe segelten am 17. Februar von San Blas los und erreichten Nootka am 5. Mai 1789. Drei Handelsschiffe waren schon dort, ein englisches und zwei von der neuen Nation der Vereinigten Staaten. Drei weitere englische Schiffe kamen während des Sommers, einer war die Northwest America gebaut von John Meares in Nootka Sound im vorherigen Jahr. Im Streben der Behauptung der spanischen Souveränität eroberte Martínez dieses Schiff.
Am 21. Juni wurde Narváez von Martínez mit der erbeuteten Northwest America, die in Santa Gertrudis la Magna umbenannt (später Santa Saturnina) wurde, zu den drei Meeresarmen südlich von Nootka Sound – Clayoquot Sound, Barkley Sound und die Strait of Juan de Fuca gesandt, um diese zu erforschen. Narváez segelte mehr als 25 Leuge (ungefähr 65 Meilen bzw. 105 km) in die Juan-de-Fuca-Straße. Zu dieser Zeit hatten nur wenige Einwanderer die Meeresenge passiert, doch keiner so weit wie Narváez. Anfang Juli war er zurück im Nootka Sound. In seinem Bericht an Martínez empfahl er Port Renfrew als Ankergrund.
Während Narváez weg war, bestritt Martínez die erfolgreiche Besetzung  Nootkas. Nach einem Kampf mit dem britischen Kapitän James Colnett nahm er ihn gefangen und eroberte mehrere englische Schiffe und setzte deren Mannschaften gefangen. Diese Ereignisse eskalierten zu einer internationalen Krise. Martínez zwang eine Gruppe chinesischer Arbeiter an der spanischen Festung Fort San Miguel zu arbeiten und andere Bauten konstruieren. Kurz nachdem Narváez im Juli zurückgekehrt war, fing Martínez ein neu angekommenes englisches Schiff, die Princess Royal ab. Dabei erschossen die Spanier den Nuu-chah-nulth (Nootka) Chief Callicum,  den Sohn des Anführers Maquinna.
Martínez glaubte, dass die Juan-de-Fuca-Straße der Eingang zur legendären Nordwestpassage wäre und große strategische Bedeutung besäße. Im 27. Juli gab Martínez Haro und Narváez die Führung der San Carlos und eroberte  die Princess Royal und sandte beide mit den Neuigkeiten zurück nach San Blas. Sie kamen Ende August 1789 an. Im Oktober evakuierte Martínez Nootka Sound komplett und kehrte mit den Gefangenen nach San Blas zurück.

### 1790 Wiederbesetzung von Nootka
Später 1789 übernahm der neue Vizekönig Juan Vicente de Güemes Padilla Horcasitas das Regime von Neuspanien. Zusammen mit Juan Francisco de la Bodega y Quadra, dem Marinekommandant von San Blas, bemühte sich Horcasitas die spanische Herrschaft im Pazifischen Nordwesten zu erweitern. Er sandte eine weitere Expedition, um Nootka Sound wiederzubesetzen. Quadra lud jede Kanone, die er fand, auf die Fregatte Concepción, die San Carlos und auf die erbeutete englische Princess Royal, die in Princesa Real umbenannt worden war. Francisco de Eliza gab man das Kommando der Concepción und der ganzen Expedition; er war ebenfalls der ernannte Befehlshaber von Nootka. Salvador Fidalgo führte das Kommando der San Carlos und Manuel Quimper von der Princesa Real. Martínez hatte keinen zuständigen Rang mehr inne.
Elizas drei Schiffe segelten von San Blas am 3. Februar 1790 los. Anfang April schlossen sich zwei weitere Fregatten der Flotte an – die Princesa unter Jacinto Caamaño mit Narváez als Lotse und der Aranzazu unter Juan Bautista Matute. Dies war die größte spanische Streitkraft, die zu dieser Zeit  nordwärts gesandt wurde. Eliza erreichte Nootka am 4. April 1790 und fand keine anwesenden Schiffe. Die Nuu-chah-nulth Ureinwohner, befremdet durch die Ereignisse des letzten Sommers, hatten sich in sichereres Gebiet zurückgezogen. Nach Wiederbesetzung der Festung San Miguel und anderer Gebäude sandte Eliza zwei Erkundungsexpeditionen.
Fidalgo kundschaftete Alaska nordwärts auf der San Carlos aus, während Quimper mit López de Haro und Juan Carrasco als Lotsen die Juan-de-Fuca-Straße mit der Princesa Real erkundeten. Beide Schiffe waren außerstande, nach Nootka zurückzukehren, stattdessen segelten sie nach San Blas. Nachdem diese Schiffe Caamaño verlassen hatten, kam Narváez auf der Aranzazu an. Er blieb unter Elizas Kommando für die nächsten zwei Jahre und nahm an diversen Entdeckungsreisen teil.

### 1791 Erforschungen
Anfang 1791 kamen weitere Schiffe und besiedelten Nootka. Quadra schlug Eliza weitere Erforschungen der Juan-de-Fuca-Straße vor. Am 4. Mai 1791 brach Eliza mit der San Carlos zusammen mit den Lotsen Juan Pantoja und José Antonio Verdía auf. Die San Carlos wurde von dem Schoner Santa Saturnina mit dem Spitznamen La Orcasitas (ursprünglich die Northwest America, gebaut von Meares in Nootka) begleitet. Narváez führte die Santa Saturnina mit dem Lotsen Juan Carrasco. Der Schoner war ungefähr 10 Meter lang, hatte acht Ruder und verfügte über einen 20-tägigen Nahrungsvorrat. Zusätzlich trug die San Carlos ein 8 Meter langes Beiboot mit dreizehn Rudern.

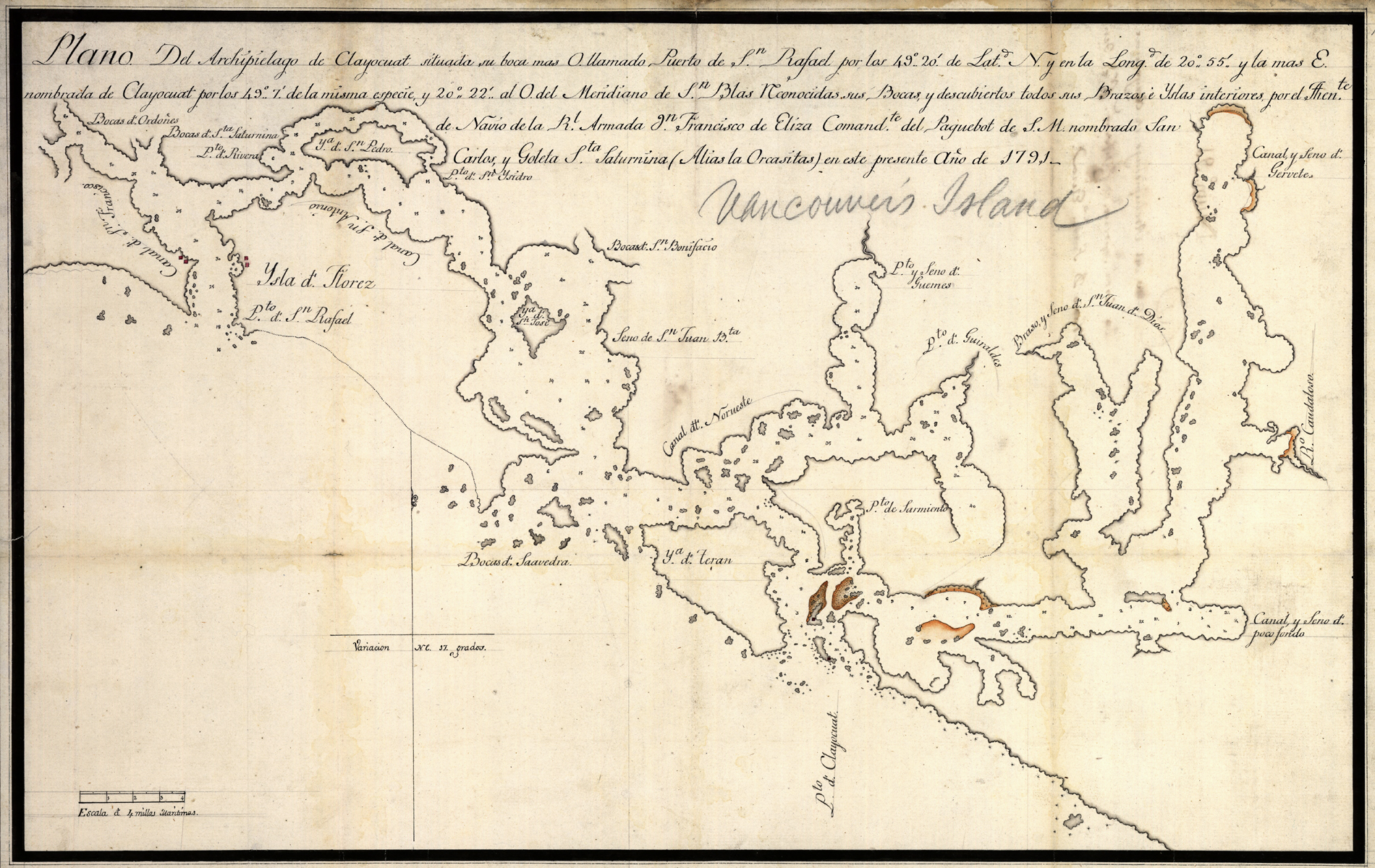
Karte von Clayoquot Sound erstellt während der Entdeckungsfahrt im Jahr 1791 mit Francisco de Eliza

Die Expedition hielt zuerst in Clayoquot Sound und blieb dort für etwa zwei Wochen. Narváez und Carrasco verbrachten eine Woche mit der Erkundung des inneren Kanals, eine weitere Woche mit der Zusammenarbeit an einer Karte von Sound, die sie Puerto Clayucuat nannten. Während Narváez mit dieser Arbeit beschäftigt war, freundete sich Eliza mit dem Anführer Wickaninnish an. Eliza schrieb, dass er mit einem Tanz von über 600 jungen Männern geehrt wurde. Eliza berichtete auch von fünf großen einheimischen Siedlungen in Clayoquot Sound, mit je über 1500 Einwohnern. In der größten, die Eliza Guicananich nach dessen Anführer Wickaninnish nannte, lebten über 2.500 Einwohner.
Im späten Mai segelte Eliza auf der San Carlos in die Juan-de-Fuca-Straße nach Esquimalt. Die Santa Saturnina verbrachte mehrere Wochen mit der Erkundung von Barkley Sound. Die zwei Schiffe trafen sich wieder in Esquimalt am 14. Juni 1791. Mit der Santa Saturnina erkundeten Narváez und Carrasco die inneren Kanäle von Barkley Sound, die sie Puerto de Boca Carrasco nannten und skizzierten eine Karte. Nach dem zusammenfassenden Bericht von Elizas Reise, sah Narváez fünf große Siedlungen mit „kriegerischen und tollkühnen“ Einwohnern. In zwei Fällen wurde Narváezs Schiff durch Gruppen von ungefähr 200 Mann angegriffen, doch „er hielt sie in Schach durch Einsatz von einigen Kanonenschüssen“. Die Einheimischen „waren überrascht, die Schoner zu sehen“ und nach ihren Aussagen hatten sie nie ein Schiff von innen gesehen.
Mitte Juni auf der Expedition mit dem Sitz in Esquimalt (die Spanier nannten es Cordova nach einem ihrer Städte), befahl Eliza Pantoja die Haro Strait mit der Santa Saturnina und einem Beiboot zu erkunden. Unterstützt durch Narváez, Carrasco und Verdía passierte er die Meerenge zwischen Vancouver Island und San Juan Island um Pender Island zu erreichen. Mehrere Wege führten nach Westen und zwei östlich, sie entschieden sich, den größeren in östlicher Richtung zu erkunden. Am 15. Juni 1791 segelten sie östlich entlang des südlichen Ufers von Pender Island und Saturna Island, bevor sie in „einen großen und ausgedehnten Kanal“ eindrangen – das offene Wasser der Straße von Georgia, der Gran Canal de Nuestra Señora del Rosario la Marinera (Kanal von unserer Rosenkranzdame) genannt wurde. Das war das erste Mal, dass Europäer die Straße von Georgia sahen. Die Spanier glaubten, sie hätten das legendäre Binnenmeer des nordamerikanischen Kontinents gefunden und dass es irgendwo zur Hudson Bay oder dem Mississippi River zusammenfließe. Sie verbrachten die Nacht in Patos Island. Am nächsten Tag segelten sie östlich der nahen Umgebung von Lummi Island und dem nördlichen Ende der Rosario Straße. Sie kehrten ohne Nahrung und erschöpft auf den Weg zurück, von dem sie kamen. Das Beiboot erreichte Esquimalt am 24. Juni und Narváez mit der Santa Saturnina am nächsten Tag. Eliza verschob sein Operationsort nach „Puerto de Quadra“ (das heutige Port Discovery) an der Südseite der Juan-de-Fuca-Straße. Eliza und die San Carlos blieben da, während die Santa Saturnina und das Beiboot unter Narváez mit Carrasco als Lotsen lossegelten, um die Rosario Straße und die Straße von Georgia besser zu erkunden.
Narváez brach am 1. Juli 1791 auf. Er passierte die Rosario Straße, die er Canal de Fidalgo nannte, Narváez erblickte Guemes Island (Islas de Guemes), Cypress Island (San Vincente) und Lummi Island (Pacheco), erkundete die Padilla Bay (Seno Padillo) und Bellingham Bay (Seno Gaston) und ankerte in Chuckanut Bay (Puerto Socorro), bevor er nördlich auf die Straße von Georgia zusteuerte. Er ankerte in Birch Bay (Puerto del Garzon) und Drayton Harbor (Punta de San José) und segelte westlich quer durch Boundary Bay und nach Point Roberts. Narváez dachte, Point Roberts sei eine Insel (Isla de Zepeda) und das Binnenmeer würde sich weit nach Nordosten ausdehnen. Carrasco fertigte später eine Karte, die einen großen Meeresarm zeigte, genannt Boca de Floridablanca (auch Canal de Floridablanca), die Boundary Bay einschloss und sich nördlich nach Burrard Inlet ausdehnt. Nach der Umrundung von Point Roberts segelte Narváez mehrere Meilen vom Ufer entfernt durch den Auslauf des Fraser River. Er merkte, dass das Wasser „mehr Süßwasser als Salzwasser“ war, verwechselte aber das Land zwischen den Mündungen der Flüsse als tief-liegende Inseln im  Boca de Floridablanca. Er ankerte nahe Point Grey, den er auch für eine Insel hielt (Isla de Langara).
In Point Grey wurde das Schiff von Musqueam auf Kanus besucht, die mit Lebensmitteln, Wasser und Feuerholz für Kupfer und Eisenstücke handelten. Die Spanier merkten, dass deren Sprache sich von der der Nuu-chah-nulth (Nootka), die ihnen gewohnt war, unterschied. Einer von Narváez’ Crew kaufte einen einheimischen Jungen. Von ihm erfuhren die Spanier, dass viele Indianer regelmäßig auf Pferden zu den Musqueam kamen, vom „flachen Land“ im Nordosten, um mit Eisen, Kupfer und Clintonia borealis gegen Fisch zu handeln. Die Spanier besuchten das Musqueam Dorf nicht, aber ankerten zwei Meilen vor der Küste. Dort sammelten sie Wasser von einem großen Fluss. Narváez segelte eine Strecke Richtung Burrard Inlet, dem heutigen Hafen von Vancouver. Carrascos Karte verzeichnete nicht nur das Musqueam Dorf in Point Grey, ebenso andere Siedlungen in Point Atkinson (Punta de la Bodega) und andere am Einlass nach Howe Sound (Bocas del Carmelo), nahe heutigem Horseshoe Bay. Narváez segelte weiter nördlich entlang der Sunshine Coast nach Texada Island, bevor er zu der Westseite der Georgia Straße kreuzte und nach Hornby Island sowie Denman Island steuerte. Narváez kehrte nach Port Discovery am 22. Juli 1791 zurück.
Am Beginn seiner Reise passierte Narváez Admiralty Inlet (Ensenada de Caamaño), den Einlass zu Puget Sound. Er plante es auf dem Rückweg zu erkunden, aber die Nahrungsvorräte waren knapp; so segelte er zwangsläufig direkt zu Elizas San Carlos in Port Discovery. Neu beladen mit Nahrungsvorräten von der San Carlos hätte er Puget Sound erkunden können, aber Eliza war entschlossen, nach Notka zurückzukommen. Die Spanier verpassten damit die Chance, der britischen Entdeckungsreise von Puget Sound zuvorzukommen, die im folgenden Jahr unter George Vancouver stattfand.
Eliza war beeindruckt von Narváezs Bericht über die Größe und Natur der Straße von Georgia. Es wurden zahlreiche Wale in der Straße von Georgia gesehen, doch nur wenige in der Juan-de-Fuca-Straße. Elizas Spekulation, dass die Straße eine zweite Verbindung zum Ozean hätte, erwies sich als richtig. Eliza kam auch zu der richtigen Vermutung, dass Nootka Sound nicht auf dem Festland, sondern auf einer Insel lag. Narváez konnte nicht alles von der Straße von Georgia auskundschaften.  Als Narváez nach Port Discovery zurückkam, waren Eliza und viele seiner Segler krank. Er strich zusätzliche Erforschungen um nach Nootka zurückzukehren. Eliza wies Narváez der San Carlos zu und gab Juan Carrasco das Kommando der Santa Saturnina für die Rückreise.
Die Schiffe segelten westlich und fanden Port Angeles am 2. August 1791. Sie erreichten Neah Bay am 7. August. Von dort kehrte die San Carlos mit Narváez am Bord nach Nootka Sound zurück und kam am 9. November an. Carrasco war allerdings unfähig oder unwillig windwärts nach Nootka zu treiben und segelte stattdessen die Santa Saturnina südlich nach Monterey (Kalifornien) und kam am 16. September 1791 an. Alessandro Malaspina der in Monterey fünf Tage früher eingetroffen war, war eine mächtige Person der spanischen Marine und folglich der erste nach Elizas Crew, um von der Entdeckungsreise zur Straße von Georgia zu erfahren. Malaspina erkannte augenblicklich die strategische Wichtigkeit weiterer Erkundung. Kurz nach dem Treffen mit Carrasco segelte Malaspina nach San Blas und Acapulco. Dort arrangierte er für zwei seiner eigenen Offiziere, Dionisio Alcalá Galiano und Cayetano Valdés y Flores das Kommando über zwei Schiffe, um die Straße von Georgia vollständig zu erforschen. Als Befehlshaber der Expedition erhielt Eliza die Anerkennung für die meisten der Entdeckungen während der Fahrten von 1791. Narváez leitete das Schiff und machte die jeweiligen Entdeckungsreisen.

## Mexikanischer Unabhängigkeitskrieg
Narváez kam am 1. November 1810 im Kommando der Fregatte Activo in San Blas an. Ihm wurde vom Fregattenkapitän Lavayen befohlen, das Schiff binnen Tage für den Krieg zu bewaffnen und mit Vorräten im Fall, dass ein Rückzug notwendig wäre, zu beladen. Die drei Marineschiffe waren die San Carlos, Activo und Concepción, neben zwei Handelsschiffen und einer Anzahl von kleineren Wasserfahrzeugen. Tausende Rebellen umzingelten San Blas und erteilten Kapitulationsbedingungen. Am 30. November entschied der Fregattenkapitän Lavayen und neun weiteren Marineoffiziere, sich zu ergeben. Narváez fand die spanische Stellung sei hoffnungslos und am nächsten Morgen kapitulierte Lavayen und San Blas fiel in rebellische Hände.
Innerhalb eines Monats nach dem Fall von San Blas erlitten die Revolutionäre eine schwere Niederlage in der Nähe von Guadalajara. Danach erhielt die royalistische Armee die Kontrolle von Tepic und San Blas und den andere Zonen wieder. Im Februar 1811 wurden Narváez, Lavayen und neun weitere Offiziere vor einen Militärgerichtshof gebracht. Ihnen wurde zur Last gelegt, an der Verteidigung von San Blas gescheitert zu sein. All die Offiziere wurden des Verrates schuldig befunden, aber wurden von den meisten Klagen freigesprochen und wieder zur Pflicht berufen. Weiter der spanischen Marine dienend, versuchte Narváez mehrmals den Schandfleck an seinem Ruf zu bereinigen.  Als gebürtiger Spanier wurde Narváez als Mitglied der elitären kolonialen Klasse angesehen, bekannt als peninsulares (Bedeutung von der spanischen peninsula) oder gachupines. Er fand Mexiko als seine Heimat und interessierte sich zunehmend für die Ziele der revolutionären Bewegung. Aufständische erhoben sich  wiederholt zur Revolte und Gewalt in mehreren Regionen. Im Großen und Ganzen blieb Narváez ein Royalist und diente der Marine. Er wurde zu einer Rundreise zu den Philippinen, damals unter spanischer Herrschaft in den Jahren 1813–1814, in Dienst gestellt.
1815 nahm Narváez an einer Blockade der rebellischen Festung von Mescala Island teil im Chapalasee nahe Guadalajara. Royalistische Streitkräfte versuchten Mescala Island zu übernehmen, doch es misslang mindestens viermal und man beklagte signifikante Verluste. Der spanische Befehlshaber war Brigadier José de la Cruz, der den militärischen Gerichtshof leitete,  der Narváez 1811 des Verrates für schuldig befunden hatte. Nach der misslungenen Übernahme von Mescala Island, leitete Cruz eine „verbrannte Erde“ Kampagne um den ganzen See. 1816 kapitulierten die Rebellen schließlich auf Mescala.
1817 und im Frühjahr 1818 kartierte Narváez die Provinz von Jalisco und Chapalasee. Er besichtigte außerdem einen neuen Weg nach Guadalajara. Am 20. März 1818 wurde er zum alférez de navio (Fähnrich) befördert in Anerkennung seiner Dienste während der Lake Chapala Kampagne.  Bis 1818 beschwichtigten royalistische Streitkräfte fast ganz Neuspanien und die revolutionäre Bewegung fiel zusammen. Der junge Royalist Kaptain Agustín de Iturbide bildete 1821 eine Partnerschaft mit dem rebellischen General Vicente Guerrero. Sie schufen eine gemeinsame Armee und marschierten in Mexiko-Stadt ein, um die Unabhängigkeit zu verkünden.

## Mexikanische Marine
Mit dem Ende der spanischen Herrschaft entschied Narváez mit seiner Familie in Guadalajara zu bleiben. Er nahm den Ruhestand von der spanischen Marine an. 1821 wurde er zum Provinziellem Stellvertreter Guadalajaras der neuen mexikanischen Regierung unter Iturbide gewählt. Als man die Mexikanische Marine 1821 gründete, wurde Narváez zum teniente de fragata ernannt (Fregattenleutnant). 1822 wurde Narváez das Kommando der San Carlos gegeben. Er segelte von San Blas nach Baja California und Alta California im Auftrag Kommissionen und Kollegien in beiden Provinzen einzurichten. Als er nach San Blas im März 1823 zurückkehrte, wurde Iturbide gestürzt. Eine neue Regierung wurde unter Antonio López de Santa Anna errichtet. Narváez wurde zum Befehlshaber der Abteilung von San Blas ernannt, die Stellung behielt er bis 1827 als der Posten aufgrund von Finanzkürzungen suspendiert wurde.
1824 und 1825 wurde Narváez das Kommando über die  Mexicana gegeben um die Küste zwischen den Häfen von San Blas und Manzanillo zu inspizieren und zu kartieren. Im April 1825 wurde er zum capitán de fragata befördert. Später im Jahr erstellte er Karten von den Grenzgebieten zwischen Louisiana und Texas für die Regierung. 1826 wurde er gründendes Mitglied einer Wissenschaftsinstitution, Literatur und Kunst in Mexiko. Nach 1827 wurde Narváezas Marineposition ausgeklammert, aber er setzte seine Arbeit für die Mexikanische Marine in diversen Bereichen fort z. B. beim Erstellen von Karten. Er trat 1831 im Alter von 63 Jahren zurück und ließ sich in Guadalajara nieder, wo er von einer kärglichen Pension lebte. Im Ruhestand fertigte er noch Karten, mitunter eine erste offizielle Karte des Staats Jalisco.

## Tod
Narváez starb am 4. August 1840 in Guadalajara (Mexiko). Sein Geburtsdatum variierte in der geschichtlichen Aufzeichnung. Der Historiker Jim McDowell brachte eine belegte Dokumentation für das Datum 1768.

## Denkmal
Im Januar 2009 errichtete Sechelt an der Sunshine Coast in British Columbia eine Gedenktafel zu Ehren der Erforschungen von Narváez in der Straße von Georgia im Jahr 1791. Es liegt am südlichen Ende von der Davis Bay Seawall in der Nähe des Flecks, an der er der erste Europäer war, der auf der Festlandküste des heutigen British Columbia Fuß fasste.